# Hilde Gerg
Pour les articles homonymes, voir Gerg.
Hilde Gerg, née le 19 octobre 1975 à Lenggries, est une ancienne skieuse alpine allemande.

## Biographie
Skieuse de talent, "Wilde Hilde" (Hilde la sauvage) ne correspond pas à son surnom. Son style de ski était en effet basé sur la douceur et un toucher de neige exceptionnel.
Lors des Jeux olympiques d'hiver de 1998, elle remporte la médaille d'or en slalom et celle de bronze au combiné.
Polyvalente, elle s'aligne dans toutes les disciplines du ski alpin (descente, super-G, géant, slalom et combiné) jusqu'en 2001. En raison d'une blessure à la jambe, elle décide de se concentrer sur les disciplines de vitesse.
Victime d'une chute à l’entraînement à Copper Mountain le 17 novembre 2005, elle se blesse au genou droit et prend sa retraite juste avant les Jeux olympiques d'hiver de 2006.

## Palmarès

### Jeux olympiques d'hiver
| Épreuve / Édition | Lillehammer 1994 | Nagano 1998 | Salt Lake City 2002 |
| Descente          | -                | 10e         | 4e                  |
| Super G           | 18e              | 10e         | 5e                  |
| Slalom Géant      | -                | 13e         | -                   |
| Slalom            | -                | Or          | -                   |
| Combiné           | -                | Bronze      | Abandon             |

### Championnats du monde
| Épreuve / Édition | Sierra Nevada 1996 | Sestrières 1997 | Vail 1999 | Sankt Anton 2001 | Saint-Moritz 2003 | Bormio 2005 |
| Descente          | -                  | 15e             | 12e       | 6e               | 14e               | 8e          |
| Super G           | 19e                | Bronze          | 4e        | Bronze           | 20e               | 13e         |
| Slalom Géant      | 17e                | 14e             | Abandon   | -                | -                 | -           |
| Slalom            | 13e                | 6e              | Abandon   | -                | -                 | -           |
| Combiné           | 10e                | Bronze          | 4e        | -                | -                 | -           |
| Coupe des nations | -                  | -               | -         | -                | -                 | Or          |

### Coupe du monde
- Meilleur résultat au classement général : 2e en 1999
  - Vainqueur de la coupe du monde de super-G en 1997 et 2002
  - Vainqueur de la coupe du monde de combiné en 1998 et 1999
  - 20 victoires : 7 descentes, 8 super-G, 1 slalom, 3 combinés et 1 parallèle
  - 59 podiums

#### Saison par saison
- Coupe du monde 1993 :
  - Classement général : 106e
- Coupe du monde 1994 :
  - Classement général : 18e
    - 1 victoire en super-G : Sierra Nevada
- Coupe du monde 1995 :
  - Classement général : 37e
- Coupe du monde 1996 :
  - Classement général : 15e
- Coupe du monde 1997 :
  - Classement général : 3e
    - Vainqueur de la coupe du monde de super-G
    - 1 victoire en super-G : Val-d'Isère
- Coupe du monde 1998 :
  - Classement général : 3e
    - Vainqueur de la coupe du monde de combiné
    - 1 victoire en slalom : Bormio II
    - 2 victoires en combiné : Val-d'Isère et Aare
    - 1 victoire en parallèle : Mammoth Mountain
- Coupe du monde 1999 :
  - Classement général : 2e
    - Vainqueur de la coupe du monde de combiné
    - 1 victoire en descente : Veysonnaz I
    - 1 victoire en super-G : Maribor
    - 1 victoire en combiné : Veysonnaz
- Coupe du monde 2000 :
  - Classement général : 26e
- Coupe du monde 2001 :
  - Classement général : 32e
    - 1 victoire en descente : Aare
- Coupe du monde 2002 :
  - Classement général : 4e
    - Vainqueur de la coupe du monde de super-G
    - 2 victoires en descente : Saalbach I et Saalbach II
    - 2 victoires en super-G : Val-d'Isère et Cortina d'Ampezzo
- Coupe du monde 2003 :
  - Classement général : 14e
    - 1 victoire en descente : Lake Louise I
    - 1 victoire en super-G : Aspen
- Coupe du monde 2004 :
  - Classement général : 4e
    - 1 victoire en descente : Cortina d'Ampezzo I
    - 1 victoire en super-G : Veysonnaz
- Coupe du monde 2005 :
  - Classement général : 7e
    - 1 victoire en descente : Lake Louise II
    - 1 victoire en super-G : Saint-Moritz

### Arlberg-Kandahar
- Meilleur résultat : 16e place dans le combiné 1993-94 à Sankt Anton